# Radnevo
Pour la commune, voir Radnevo (obchtina).
Radnevo (bulgare : Раднево) est une ville située dans le sud-est de la Bulgarie.

## Géographie

### Géographie physique
Radnevo est située dans le sud-est de la Bulgarie, à 250 km à l'est de la capitale Sofia. La ville est le chef-lieu de la commune de Radnevo.
Radnevo se trouve dans la partie centre-nord de la plaine de Thrace du Nord. Elle st traversée par la rivière Blatnitsa, qui se jette à la sortie sud de la ville dans la rivière Sazlyika.

### Climat
Radnevo se caractérise par des hivers relativement doux et des étés chauds. En hiver, le Grand Balkan constitue une défense naturelle contre les masses continentales froides du nord ; seules celles venant de Sibérie pénètrent facilement depuis la mer Noire. Les masses d'air chaud peuvent remonter en toute saison depuis les mers Egée et de Marmara. En conséquence, les hivers sont généralement doux. La température annuelle moyenne de l'air est de 12,10 °C.
La quantité annuelle moyenne de précipitations est de 628 l/m2. Les précipitations ne sont pas réparties uniformément : un maximum principal est observé pendant les mois de mai et juin et un secondaire en novembre et décembre. Le minimum de précipitations se situe en août et septembre, et le secondaire se situe entre février et mars. Le pourcentage de chutes de neige est relativement faible et la couverture neigeuse ne reste pas longtemps. La zone est caractérisée par un nombre normal (28,0) de jours de brouillard par an. L'humidité relative annuelle moyenne est de 70%.

### Géographie humaine
| 1926 | 1934  | 1946  | 1956  | 1965  | 1975   | 1985   | 1992   | 2001   |
| ---- | ----- | ----- | ----- | ----- | ------ | ------ | ------ | ------ |
| -    | 3 168 | 3 802 | 4 208 | 5 603 | 10 729 | 12 892 | 14 447 | 14 496 |

| 2011   | 2021   | 2022   | - | - | - | - | - | - |
| ------ | ------ | ------ | - | - | - | - | - | - |
| 12 731 | 10 784 | 10 373 | - | - | - | - | - | - |

## Histoire
La date d'apparition d'un habitat à la place actuelle de Radnèvo n'est pas connue. Selon la légende la plus plausible sur la création de Radnèvo, un certain Radni et d'autres Bulgares se seraient installés à cet endroit, vers 1700, en raison des sols fertiles et faciles à travailler, de la disponibilité de grandes quantités d'eau et de la douceur du climat. Sous l'Empire ottoman, le village était appelé Radné Mahlé. En 1872-1873, la ligne ferroviaire Simeonovgrad - Nova Zagora traverse le village.  ; après sa construction, le commerce dans la région s'est développé à un rythme rapide.
Pour marquer le retour à l'autonomie de la Bulgarie, le village fut rebaptisé, en 1907, Radnèvo et il acquit les droits de chef-lieu de commune en 1911. Par le décret n°546 du Présidium de l'Assemblée nationale du 7 septembre 1964, Radnèvo obtint le statut.  Le développement du complexe énergétique de Maritsa Iztok, après 1960, a fondamentalement changé la vie des habitants de la ville.

## Administration
La ville de Radnèvo est le chef-lieu de la commune de Radnèvo. Son maire est le maire de la commune.